# 陸中山形駅

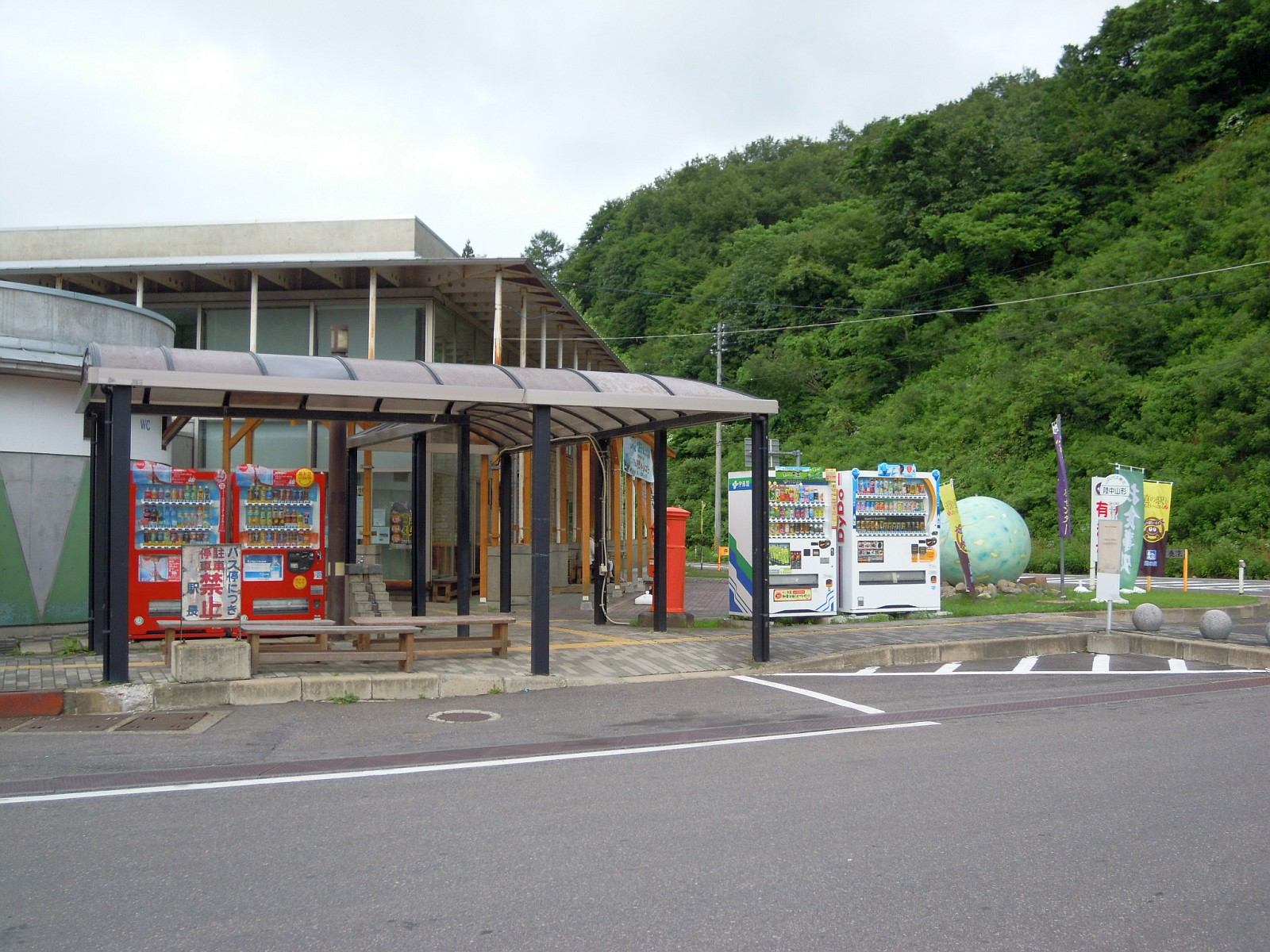
陸中山形駅

陸中山形駅（りくちゅうやまがたえき）は、岩手県久慈市山形町川井第8地割13-14にあるJRバス東北の自動車駅。

## 停車路線
- JRバス東北
  - 平庭高原線白樺号（久慈駅 - 盛岡バスセンター）

## 駅構造
- 現在の駅舎は市営の道の駅白樺の里やまがたになっている。
- 駅部分は別フロアになっているが窓口は閉鎖されている。
- 道の駅売店レジではJRバス盛岡行の乗車券、定期券・回数券を発売していたが、現在取り扱いはない。
- ふるさと物産センター「ガタゴンサライ」 には物産品売店、軽食コーナーがある。

## 沿革
- 以前は旧国道にあったが、道の駅開業に伴い合築駅舎として移転してきた。

## 駅周辺
- 久慈市 山形総合支所（旧・山形村役場）
- 陸中山形郵便局